# Idioma tai nüa
El tai nüa es uno de los idiomas hablados por las personas dai en China, especialmente en Dehong. Está relativamente relacionada con otras lenguas tai. Los hablantes de este idioma en la frontera de Birmania son conocidos como Shan. No debería confundirse con tai lü. También hay hablantes de tai nüa en Tailandia.

## Fonología
El tai nüa es una lengua tonal con un inventario de sílabas muy limitado sin grupos de consonantes. 16 consonantes de sílabas iniciales pueden ser combinadas con 84 sílabas finales y seis tonos.

## Consonantes
Tiene 17 consonantes:
p, pʰ, f, m
t, tʰ, ts, s, n
k, x, ŋ
ʔ, h, l, j, w
Todas las consonantes excepto para la n pueden estar al comienzo de una sílaba. Solo las siguientes consonantes pueden estar al final de una sílaba: /p, t, k, m, n, ŋ/.

### Vocales y diptongos
Tai nüa tiene diez vocales y trece diptongos:
a, aː, ɛ, e, i, ɯ, ə, ɔ, o, u
iu, eu, ɛu; ui, oi, ɔi; əi, əu; ai, aɯ, au; aːi, aːu

## Uso del idioma
Tai nüa tiene un estatus oficial en algunas partes de Yunnan (China), donde es utilizado en señales y educación. 
Muy poco material impreso es publicado en tai nüa en China.